# Нар-Дос
Нар-Дос (арм. Նար-Դոս, настоящее имя Оганисян Микаэл Захарьевич (арм. Հովհաննիսյան Միքայել Զաքարի); 1 марта 1867 Тифлис — 13 июля 1933) — армянский писатель, народный писатель Армении и Грузии (1927).

## Биография
Родился в Тифлисе в семье мелкого торговца.
До 1930 года, в течение 40 лет, работал корректором. С начала издания газеты «Нор-Дар» («Новый век», 1884 год) был секретарем редакции и одним из её активных сотрудников.
В 1931 году, в 45-летний юбилей его литературной деятельности, получил звание заслуженного писателя.
Похоронен в Пантеоне Ходживанка в Тбилиси.

## Творчество
Как писатель завоевал признание повестью «Анна Сароян» (1888). Мотив человеческой отверженности и страдания проступает в новеллах цикла «Наш квартал». Нар-Дос не идеализировал патриархальную старину и вместе с тем не мирился с духом буржуазного общества. Гуманистичны повести «Я и Она», «Убитый голубь», «Один из тяжёлых дней». Нар-Дос создал образы типичных представителей буржуазной интеллигенции. В истории создания романа «Смерть» отразились поиски решения коренных социальных вопросов. При Советской власти написал повести «Без вести пропавший», «Последние могикане», работал над романом «Новый человек», где утверждал идеалы нового мира.

## Сочинения
Как писатель завоевал признание повестью «Анна Сароян» (1888). Автор новеллах цикла «Наш квартал» (1888-94), гуманистических повестей «Я и Она» (1889), «Убитый голубь» (1898), «Один из тяжёлых дней» (1904), романов «Борьба» (1911), «Смерть» (1888). Написал повести «Без вести пропавший», «Последние могикане» (обе 1930), работал над романом «Новый человек» (1928).

### На армянском языке
- Правдивый друг, Рассказ, Тифлис, 1886
- Наш квартал, Сборн. рассказов, написанных за период 1886—1894, изд. 2-е, Арменгиз, Эривань, 1926
- Анна Сароян, Повесть, Тифлис, 1890
- Дочь моей хозяйки, Рассказ, Тифлис, 1902
- Новорожденный ребенок, Вараршапат, 1904
- Один из тяжелых дней, Рассказ, Тифлис, 1904
- Борьба, Роман, Тифлис, 1911
- Смерть, Роман, Тифлис, 1912
- Исчезнувший бесследно («Аннет Корац»), Рассказ, газ. «Ашхатавор», Тифлис, 1919
- Убитый голубь, Рассказ, издание 2-е, Арменгиз, Эривань, 1929
- Человек на костылях. Переведено на русский язык: Анна Сароян, Повесть в письмах, Тифлис, 1902
- Опоп; О том, что случилось после того, как в сахарнице нехватило трех кусков сахару. Смерть, Роман, перевод и предисловие А. Тер-Мартиросьяна, ГИХЛ, Москва — Ленинград, 1931

### Переведены на русский язык
- Повести и рассказы, М., 1955
- Я и Онa, Ер., 1963